# 순환로 (진주시)
순환로(Sunhwan-ro)는 경상남도 진주시 정촌면 화개 교차로와 집현면 집현 나들목을 잇는 경상남도의 도로이다. 다른 이름으로 진주시 국도대체우회도로라고 한다.

## 연혁
- 2005년 11월 9일 : 진주시 집현면 봉강리 ~ 평거동 9.64km 구간을 자동차 전용도로로 지정[1]
- 2011년 6월 10일 : 진주시 내동면 독산리 ~ 가좌동 7.0km 구간을 자동차 전용도로로 지정[2]
- 2015년 2월 10일 : 진주시 관내 국도대체우회도로의 집현 ~ 유곡간 도로(진주시 이현동 ~ 집현면 냉정리) 8.65km 구간 확장 개통[3]
- 2016년 3월 15일 : 진주시 국도대체우회도로의 유곡 ~ 정촌간 도로 및 정촌 ~ 호탄간 도로(진주시 내동면 독산리 ~ 가좌동) 3.48km 구간 개통[4]

## 주요 경유지
경상남도
- 진주시 (정촌면 - 내동면 - 평거동 - 이현동 - 집현면

## 노선
- (■): 자동차 전용도로 구간

| 이름                      | 접속 노선                             | 소재지            | 소재지                                           | 비고                                |
| 정촌우회로와 직결         | 정촌우회로와 직결                     | 정촌우회로와 직결 | 정촌우회로와 직결                                | 정촌우회로와 직결                   |
| ------------------------- | ------------------------------------- | ----------------- | ------------------------------------------------ | ----------------------------------- |
| 화개 교차로               | 국도 제3호선 국도 제33호선 (진주대로) | 진주시            | 정촌면                                           | 국도 제2, 3, 33호선 구간            |
| 율곡교                    |                                       | 진주시            | 내동면                                           | 국도 제2, 3, 33호선 구간            |
| 내동 교차로               | 국도 제2호선 (경서대로)               | 진주시            | 내동면                                           | 국도 제2, 3, 33호선 구간            |
| 내동초등학교 교차로       |                                       | 진주시            | 내동면                                           | 국도 제3, 33호선 구간               |
| (남강대교 남단)           | 망경로                                | 진주시            | 내동면                                           | 남강대교 구간 국도 제3, 33호선 구간 |
| 남강대교 (희망교)         |                                       | 진주시            | 내동면                                           | 남강대교 구간 국도 제3, 33호선 구간 |
| 평거동                    |                                       | 진주시            |                                                  | 남강대교 구간 국도 제3, 33호선 구간 |
| 희망교 교차로             | 남강로                                | 진주시            |                                                  | 남강대교 구간 국도 제3, 33호선 구간 |
| (이름 없음)               | 새평거로 평거로                       | 진주시            | 국도 제3, 33호선 구간                            |                                     |
| 10호광장 교차로           | 진양호로                              | 진주시            | 국도 제3, 33호선 구간                            |                                     |
| 대사 교차로               | 서장대로 순환로676번길                | 진주시            | 국도 제3, 33호선 구간                            | 이현동                              |
| (교량 명칭 미상) 나불천교 |                                       | 진주시            | 국도 제3, 33호선 구간                            | 이현동                              |
| 명석 교차로               | 국도 제3호선 (진주대로)               | 진주시            | 국도 제3, 33호선 구간                            | 이현동                              |
| 각한교                    |                                       | 진주시            | 국도 제33호선 구간                               | 이현동                              |
| 각한교                    | 집현면                                | 진주시            | 국도 제33호선 구간                               |                                     |
| 각한터널                  |                                       | 진주시            | 국도 제33호선 구간 상행 연장 348m 하행 연장 313m |                                     |
| 사촌1교                   |                                       | 진주시            | 국도 제33호선 구간                               |                                     |
| 사촌터널                  |                                       | 진주시            | 국도 제33호선 구간 상행 연장 223m 하행 연장 248m |                                     |
| 사촌2교                   |                                       | 진주시            | 국도 제33호선 구간                               |                                     |
| 사촌 교차로               | 한치골길                              | 진주시            | 국도 제33호선 구간                               |                                     |
| 관동교 기동교             |                                       | 진주시            | 국도 제33호선 구간                               |                                     |
| 관지터널                  |                                       | 진주시            | 국도 제33호선 구간 연장 246m                     |                                     |
| 봉강1교 봉강2교           |                                       | 진주시            | 국도 제33호선 구간                               |                                     |
| 집현 교차로               | 국도 제33호선 (대신로)                | 진주시            | 국도 제33호선 구간                               |                                     |

## 주요 시설 및 건물
- 진주내동우체국 (경상남도 진주시 내동면 순환로 370)
- 내동치안센터 (경상남도 진주시 내동면 순환로 386)
- 내동면사무소 (경상남도 진주시 내동면 순환로 389)
- 내동초등학교 (경상남도 진주시 내동면 순환로 426)